# 博物院站
博物院站是石家庄地铁1号线的地铁车站，位于中华人民共和国河北省石家庄市长安区中山东路与广安大街交叉口，于2017年6月26日开通。

## 车站结构
博物院站位于中山东路与广安大街交叉口，沿中山东路呈东西向布置，为地下三层岛式站台车站，车站长194.12米，标准段宽22.3米，车站地下一层为站厅层，地下二层为设备层，地下三层为站台层，站台设置全高站台门。
| 地面              | 出入口 | A、B、C、D出入口                                                                                        |
| 地下一层          | 站厅   | 客服中心、自动售票机、验票机                                                                            |
| 地下二层          | 设备   | 车站设备                                                                                                |
| 地下三层          | 站台   | \| \| \| █ 1号线往西王（北国商城） \| \| 島式 · 開左邊车门 \| \| \| \| \| \| █ 1号线往福泽（体育场） \| |
|                   |        | █ 1号线往西王（北国商城）                                                                               |
| 島式 · 開左邊车门 |        | |
|                   |        | █ 1号线往福泽（体育场）                                                                                 |

## 车站出口
博物院站共有4个出入口，各出口及周围设施如下所示：
| 出口编号                             | 照片 | 地点                               | 可到达目的地                                           |
| ------------------------------------ | ---- | ---------------------------------- | ------------------------------------------------------ |
| 出口 · A · 扶手电梯标志              |      | 中山西路（北侧），广安大街（东侧） | 中心钱商业街，世贸大厦                                 |
| 出口 · B · 升降机标志 · 扶手电梯标志 |      | 中山西路（南侧）                   | 河北博物院，河北省科学技术馆(新馆)，石家庄国际博览中心 |
| 出口 · C · 升降机标志 · 扶手电梯标志 |      | 中山西路（南侧）                   | 河北博物院，石家庄市第十二中学(第三校区)               |
| 出口 · D · 扶手电梯标志              |      | 中山西路（北侧），广安大街（西侧） | 中心钱商业街，河北国际大厦                             |
| 註： 設有 \| 設有扶手電梯            |      |                                    |                                                        |

## 接驳交通

### 公交车
- 博物院：1路，5路，10路，18路，28路，30路，41路，45路，60路，68路，85路，95路，116路，130路，519路，段家楼旅游专1路，西柏坡红色旅游专3路，西部长青假日旅游专线1路
- 博物院东：28路，30路，36路，85路

## 历史
车站建设时期工程名为省博物馆站，开通前确定以博物院站作为车站正式名称。
- 2014年12月5日，车站主体结构封顶[5]。
- 2017年6月26日，本站随1号线通车一同开通[1]。